# Södra Qidynastin
Södra Qidynastin (南齊; Nán Qí) var en historisk kinesisk stat år 479 till 502, och den andra av de södra dynastierna under perioden De sydliga och nordliga dynastierna.
Dynastin grundades av Qi Gaodi (Xiao Daocheng) som var ättling till invandrarfamiljer från norr. Xiao Daocheng, som var befälhavare för kejsarens vakter, erövrade tronen från Liu Song-dynastin med militärt våld. Södra Qidynastin utmärkte sig med en mycket stark regeringsmakt på bekostnad av aristokrati och handel och mycket interna strider i hovet.
Södra Qidynastin föll 502 efter att guvernören Xiao Yan (Liang Wudi) erövrat huvudstaden Nanjing och bildade Liangdynastin.

## Regentlängd
| Nr | Postumt namn                                          | Tempelnamn   | Regeringstid | Personnamn           | Regeringsperiod                      | Not                                             |
| -- | ----------------------------------------------------- | ------------ | ------------ | -------------------- | ------------------------------------ | ----------------------------------------------- |
| 1  | Qi Gaodi 齊高帝                                       | Taizu 太祖   | 479 ↓ 482    | Xiao Daocheng 蕭道成 | Jianyuan 建元 479–482                | dynastins grundare                              |
| 2  | Qi Wudi 齊武帝                                        | Shizu 世祖   | 482 ↓ 493    | Liu Yifu 劉義符      | Yongming 永明 483–493                | son till Qi Gaodi.                              |
| 3  | Prinsen av Yulin 鬱林王                               |              | 493 ↓ 494    | Xiao Zhaoye 蕭昭業   | Longchang 隆昌 494                   | "Den avsatta kejsaren" barnbarn till Qi Wudi.   |
| 4  | Prins Gongwang av Qi 齊恭王 Prinsen av Hailing 海陵王 |              | 494          | Xiao Zhaowen 蕭昭文  | Yanxing 延興 494                     | son till Xiao Zhaoye.                           |
| 5  | Qi Mingdi 齊明帝                                      | Gaozong 高宗 | 494 ↓ 498    | Xiao Luan 蕭鸞       | Jianwu 建武 494–497 Yongtai 永泰 498 | brorson till Qi Gaodi.                          |
| 6  | Hertig av Donghun 東昏侯                              |              | 498 ↓ 500    | Xiao Baojuan 蕭寶卷  | Yongyuan 永元 499–500                | "Den andra avsatta kejsaren" son till Qi Mingdi |
| 7  | Nanqi Hedi 南齊和帝                                   |              | 501 ↓ 502    | Xiao Baorong 蕭寶融  | Zhongxing 中興 501–502               | son till Xiao Baojuan.                          |